# Pizzo Barone
Pizzo Barone är en bergstopp i Schweiz.   Den ligger i distriktet Locarno och kantonen Ticino, i den sydöstra delen av landet, 120 km sydost om huvudstaden Bern. Toppen på Pizzo Barone är 2 864 meter över havet, eller 138 meter över den omgivande terrängen. Bredden vid basen är 1,3 km.
Terrängen runt Pizzo Barone är huvudsakligen mycket bergig. Närmaste större samhälle är Biasca, 18,1 km öster om Pizzo Barone. 
Trakten runt Pizzo Barone består i huvudsak av gräsmarker. Runt Pizzo Barone är det mycket glesbefolkat, med 2 invånare per kvadratkilometer.